# Nikaragua na Mistrzostwach Świata w Lekkoatletyce 2009
Nikaragua na Mistrzostwach Świata w Lekkoatletyce 2009 reprezentowana była przez 2 zawodników, którzy odpadli w eliminacjach.

## Występy reprezentantów Nikaragui

### Mężczyźni
| Bieg na 1500 m | Álvaro Vásquez | 3:55,06 PB | 48. | Nie awansował | Nie awansował | Nie awansował | Nie awansował | Nie awansował | Nie awansował |

### Kobiety
| Bieg na 1500 m | Aldy Villalobos | 4:50,55 PB | 41. | Nie awansowała | Nie awansowała | Nie awansowała | Nie awansowała | Nie awansowała | Nie awansowała |